# Municipio de Sheffield (condado de Lorain)
El municipio de Sheffield (en inglés: Sheffield Township) es un municipio ubicado en el condado de Lorain en el estado estadounidense de Ohio. En el año 2010 tenía una población de 3720 habitantes y una densidad poblacional de 594,25 personas por km².

## Geografía
El municipio de Sheffield se encuentra ubicado en las coordenadas 41°25′22″N 82°9′1″O / 41.42278, -82.15028. Según la Oficina del Censo de los Estados Unidos, el municipio tiene una superficie total de 6.26 km², de la cual 6,2 km² corresponden a tierra firme y (0,95 %) 0,06 km² es agua.

## Demografía
Según el censo de 2010, había 3720 personas residiendo en el municipio de Sheffield. La densidad de población era de 594,25 hab./km². De los 3720 habitantes, el municipio de Sheffield estaba compuesto por el 76,16 % blancos, el 10,35 % eran afroamericanos, el 0,46 % eran amerindios, el 0,3 % eran asiáticos, el 7,72 % eran de otras razas y el 5,03 % eran de una mezcla de razas. Del total de la población el 18,87 % eran hispanos o latinos de cualquier raza.